# Hartmannsdorf, Mittelsachsen
Hartmannsdorf är en kommun och ort i Landkreis Mittelsachsen i förbundslandet Sachsen i Tyskland. Kommunen har cirka 4 400 invånare.